# Blackie Lawless
Steven Edward Duren, známý jako Blackie Lawless (* 4. září 1956, Tampa, Spojené státy) je americký metalový zpěvák, skladatel, kytarista, baskytarista a herec, nejvíce známý jako frontman heavy metalové skupiny W.A.S.P. Také spolupracoval s protopunkovou skupinou New York Dolls.

## Život
Blackie se narodil v Tampě na Floridě, ale vyrůstal na Staten Islandu v New Yorku. Má irské, židovské, francouzské a indiánské předky (jeho matka je z jedné čtvrtiny Černonožka). V dětství měl fundamentalistickou baptistickou výchovu.
Blackie řekl, že byl v mládí „velmi aktivní“ v církvi a znovu se narodil v 11 letech. V dospívání se Blackie od církve obrátil a začal se zajímat o okultismus. Ale o okultismus se zajímal jen krátce než odešel z církve, a pokračoval v tématech okultismu až do svého návratu ke křesťanství v pozdějších letech.

## Kariéra
Blackie svoji hudební kariéru začal ve skupinách Black Rabbit a Orfax Rainbow. V roce 1975 se připojil uprostřed turné k glamrockové skupině New York Dolls, ale ve skupině zůstal jen do konce turné. Po turné odjel do Kalifornie a založil skupinu Killer Kane. V té době Blackie měl umělecké jméno ,,Blackie Goozeman", jak bylo uvedeno na zadní straně jediného EP Killer Kane. V roce 1976 založil s budoucím kytaristou Randym Piperem W.A.S.P. skupinu Sister, ale skupina vydržela jen do roku 1978 kvůli osobním rozdílům.   Blackie později v roce 1979 založil skupinu Circus Circus, ve které se opět objevil kytarista Piper. V roce 1981 po neúspěchu Circus Circus, se Blackie připojil ke skupině London, kde hrál baskytarista Nikki Sixx, ale v té době už byl na odchodu a založil skupinu Mötley Crüe. V roce 1982 Blackie přešel na baskytaru a s Randym Piperem založil skupinu W.A.S.P. poté byla sestava doplněna  sólovým kytaristou Chrisem Holmesem a bubeníkem Tonym Richardsem.

### W.A.S.P.
Glammetalová skupina W.A.S.P. prošla četnými změnami v sestavě, přičemž Blackie je původním zbývajícím členem a hlavním skladatelem. Mnoho jeho písní se zabývá náboženskými, apokalyptickými a sexuálními tématy.
Blackie cituje vlivy, mezi které patří Alice Cooper, Kiss, Black Sabbath, The Beatles a AC/DC.
Jeho kytarový idol je David Gilmour z Pink Floyd.
W.A.S.P. si mezi lety 1984 až 1988 užili největšího úspěchu a vydali několik singlů na třech albech, z nichž nejznámější jsou LOVE Machine, I Wanna Be Somebody, Blind in Texas a Wild Child.
Po odchodu kytaristy Chrise Holmse v roce 1990 se Blackie rozhodl začít pracovat na sólovém projektu, ze kterého se na tlak nahrávací společnosti Capitol a fanoušků stalo album W.A.S.P. s názvem The Crimson Idol, což byla chválená specializovanou kritikou. Na tomto albu Blackie opustil náboženské, apokalyptické a sexuální texty, které zpočátku skládal. A na albu The Crimson Idol Blackie napsal více emocionálně nabité skladby.